# Proč
Proč este o comună slovacă, aflată în districtul Prešov din regiunea Prešov. Localitatea se află la altitudinea de 473 m deasupra n.m., se întinde pe o suprafață de 5,86 km2 și în 2017 număra 412 locuitori.

## Istoric
Localitatea Proč este atestată documentar din 1423.

## Demografie
| An:                | 1994 | 2004   | 2014   | 2024   |
| ------------------ | ---- | ------ | ------ | ------ |
| Număr de persoane: | 465  | 445    | 431    | 409    |
| Diferență:         |      | −4,30% | −3,14% | −5,10% |

| An:                | 2023 | 2024   |
| ------------------ | ---- | ------ |
| Număr de persoane: | 417  | 409    |
| Diferență:         |      | −1,91% |